# الفبای آوایی

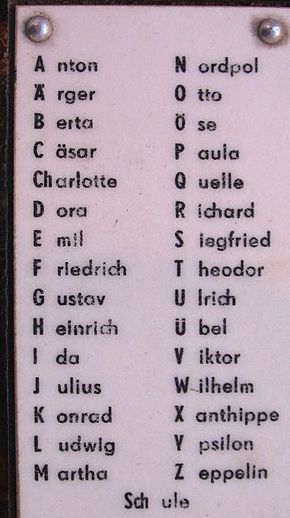
الفبای فونتیک یا الفبای آوایی

الفبای فونتیک یا الفبای آوایی به معنی این است که هر آنچه نوشته می‌شود، دقیقاً به همان صورت، بدون چیزی کمتر یا بیشتر از آن، خوانده شود.
زبان‌های طبیعی معمولاً دارای الفبای فونتیک نیستند، و از این رو برای ثبت نحوهٔ تلفظ کلمات در لغت‌نامه‌ها یا دانشنامه‌ها از الفبایی فونتیک، مانند الفبای آوانگاری بین‌المللی (IPA) استفاده می‌کنند.
اما زبان‌های فراساخته عموماً دارای الفبای آوایی یا فونتیک هستند بنابراین خواندن و نوشتن آنها بسیار آسان است، و نیازی به الفبای فونتیک دیگری برای کمک به شناخت تلفظ صحیح مثل IPA ندارند. به عنوان مثال زبان بین‌المللی اسپرانتو، دارای الفبایی کاملاً آوایی است و پس از فراگیری الفبای این زبان، خواندن و نوشتن به آن، بدون هیچ گونه اشتباهی، میسر است.